# Chester (Iowa)
Chester és una població dels Estats Units a l'estat d'Iowa. Segons el cens del 2000 tenia 151 habitants.

## Demografia
Segons el cens del 2000, Chester tenia 151 habitants, 71 habitatges, i 47 famílies. La densitat de població era de 43,8 habitants per km².
Dels 71 habitatges en un 22,5% hi vivien nens de menys de 18 anys, en un 56,3% hi vivien parelles casades, en un 8,5% dones solteres, i en un 33,8% no eren unitats familiars. En el 31% dels habitatges hi vivien persones soles el 21,1% de les quals corresponia a persones de 65 anys o més que vivien soles. El nombre mitjà de persones vivint en cada habitatge era de 2,13 i el nombre mitjà de persones que vivien en cada família era de 2,64.
Per edats la població es repartia de la següent manera: un 19,2% tenia menys de 18 anys, un 5,3% entre 18 i 24, un 22,5% entre 25 i 44, un 24,5% de 45 a 60 i un 28,5% 65 anys o més.
L'edat mediana era de 48 anys. Per cada 100 dones de 18 o més anys hi havia 71,8 homes.
La renda mediana per habitatge era de 21.875 $ i la renda mediana per família de 40.625 $. Els homes tenien una renda mediana de 28.438 $ mentre que les dones 21.667 $. La renda per capita de la població era de 18.240 $. Entorn del 4,7% de les famílies i el 8,2% de la població estaven per davall del llindar de pobresa.

## Poblacions més properes
El següent diagrama mostra les poblacions més properes.